# Enric II del Congo
Henrique II Masaki ma Mpanzu o Ndo Diki II va ser awenekongo (governant titular) del regne del Congo del 1794 al 1802 o 1803.
La mort del rei Alfons V del Congo va obrir un nou període de gran inestabilitat durant el qual quatre reis es van succeir i van permetre la intervenció d'un nou kanda, la de l'Água Rosada e Sardonia.
Els membres del kanda mixta, de la família de Pere IV del Congo, té molts vincles amb els kinlaza de Nkondo i els Kimpanzu en el qual prenien les seves esposes. El príncep Pedro Água Rosada e Sardonia Kibangu que controla la fortalesa es compromet a garantir la regència i implementa un arranjament complicat que porta el 10 de gener de 1794 la coronació del rei Henrique II del Congo. No es coneix la seva família, però els seu suport està a l'exterior de São Salvador, en "un vast bosc" on estan els seus seguidors. Henrique II només aconsegueix ocupar una petita part de la capital.
El nou cap dels Agua Rosada Garcia establert a Kibangu ja no residirà pas a São Salvador, sinó que exerceix una forma de regència comparable a la dels anys 1786-1794. Pel que sembla, el rei Henrique II no sembla estar satisfet amb el poder reduït que li confereix i tracta d'imposar la seva autoritat. En el moment de la seva mort en 1802 o 1803, García Agua Rosada es va convertir en rei sota el nom de Garcia V del Congo.